# استان کونترالمیرانته ویار
استان کونترالمیرانته ویار (به اسپانیایی: Provincia de Contralmirante Villar) یک استان در پرو است که در منطقه تومبس واقع شده‌است. استان کونترالمیرانته ویار ۲٬۱۲۳٫۲۲ کیلومتر مربع مساحت و ۲۱٬۰۵۷ نفر جمعیت دارد و ۶ متر بالاتر از سطح دریا واقع شده‌است.